# Складокрылки
Складокрылки (лат. Callidulidae) — семейство чешуекрылых.

## Описание
Небольшие бабочки внешне напоминают булавоусых чешуекрылых (Papilionoidea) и обладают их многими признаками, в том числе способностью складывать крылья в покое над туловищем. Размах крыльев 15—30 мм. Голова в прижатых чешуйках, лоб широкий, глаза широко расставленные. Хоботок развитый. Губные щупики хорошо развитые, часто загнуты вверх. Усики в дистальной половине булавовидно утолщенные, в покое вытянуты вперед. Крылья широкотреугольные, иногда с выемками по наружному краю. Френулюм недоразвит или отсутствует. Тимпанальный аппарат отсутствует.
Бабочки летают днём.
Гусеницы устраивают убежища из листьев папоротника, стягивая и скрепляя шелковинной нитью края одного листа или нескольких соседних. Питаются в основном ночью, объедая отдельные перья и оголяя черешки папоротника.

## Ареал
Относительно небольшое семейство, насчитывающее около 100 видов, обитающих преимущественно в тропиках и субтропиках Индомалайской зоны. В Палеарктике 2 вида.

## Подсемейства и роды

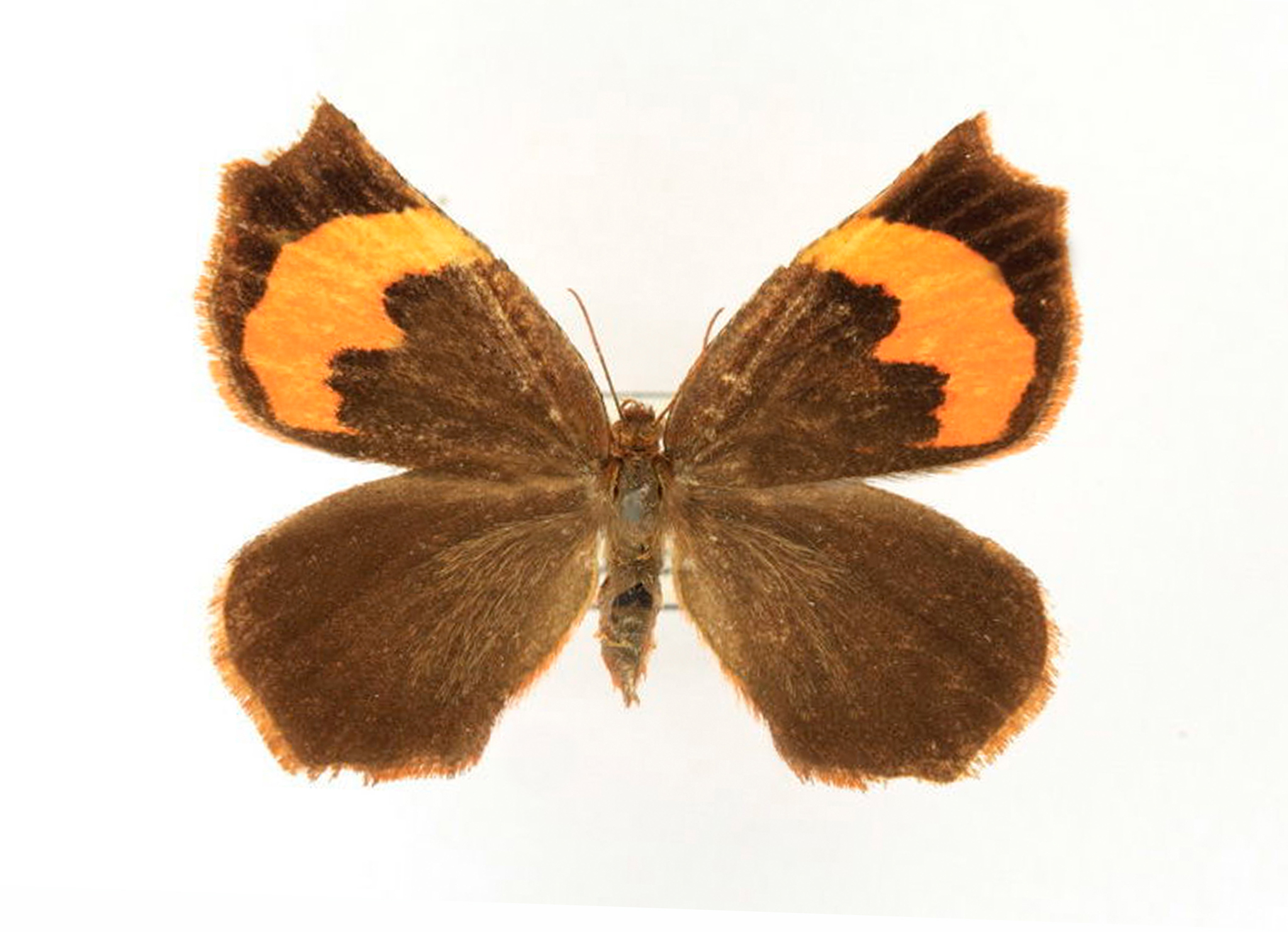
Складокрылка Фельдера

Pterothysaninae
- Helicomitra
  - =Caloschemia
- Pterothysanus
  - =Anengya

Griveaudiinae

- Griveaudia

Callidulinae

- Callidula
  - =Petavia
  - =Datanga
- Cleis
- Comella
- Pterodecta
- Tetragonus
  - =Agonis